# Sechenov Phoenix
Le Sechenov Phoenix ((RU)  Феникс) sono la squadra di football americano femminile dell'Università Sečenov di Mosca, in Russia, fondata nel 2014 come Moscow Cherries; hanno assunto il nome Phoenix nel 2019.
A partire dal 2021 è attiva anche una sezione maschile.

## Dettaglio stagioni

### Tornei nazionali

#### Campionato

##### EESL
| Stagione | regular season | regular season | regular season | regular season | regular season | regular season | playoff | playoff | playoff | playoff | playoff | playoff      | playoff                       |
|          | Vin            | Par            | Per            | Tot            | PF             | PS             | Vin     | Per     | Tot     | PF      | PS      | risultato    | avversaria                    |
| -------- | -------------- | -------------- | -------------- | -------------- | -------------- | -------------- | ------- | ------- | ------- | ------- | ------- | ------------ | ----------------------------- |
| 2022     | 2              | 0              | 3              | 5              | 108            | 117            | 0       | 2       | 2       | 0       | 64      | Quarto posto | Sankt Petersburg North Legion |
| Totale   | 2              | 0              | 3              | 5              | 108            | 117            | 0       | 2       | 2       | 0       | 64      |              |                               |

Fonti: Enciclopedia del Football - A cura di Roberto Mezzetti

##### WLAF Russia
| Stagione | regular season | regular season | regular season | regular season | regular season | regular season | playoff | playoff | playoff | playoff | playoff | playoff      | playoff    |
|          | Vin            | Par            | Per            | Tot            | PF             | PS             | Vin     | Per     | Tot     | PF      | PS      | risultato    | avversaria |
| -------- | -------------- | -------------- | -------------- | -------------- | -------------- | -------------- | ------- | ------- | ------- | ------- | ------- | ------------ | ---------- |
| 2019     | 0              | 0              | 3              | 3              | 0              | 108            | -       | -       | -       | -       | -       | Quarto posto | -          |
| 2021     | 1              | 0              | 3              | 4              | 56             | 56             | -       | -       | -       | -       | -       | Quarto posto | -          |
| Totale   | 1              | 0              | 6              | 7              | 56             | 164            | -       | -       | -       | -       | -       |              |            |

Fonti: Enciclopedia del Football - A cura di Roberto Mezzetti

##### EESL Vtoraja Liga
| Stagione | regular season | regular season | regular season | regular season | regular season | regular season | playoff | playoff | playoff | playoff | playoff | playoff   | playoff    |
|          | Vin            | Par            | Per            | Tot            | PF             | PS             | Vin     | Per     | Tot     | PF      | PS      | risultato | avversaria |
| -------- | -------------- | -------------- | -------------- | -------------- | -------------- | -------------- | ------- | ------- | ------- | ------- | ------- | --------- | ---------- |
| 2021     | 1              | 0              | 3              | 4              | 26             | 126            | -       | -       | -       | -       | -       | -         | -          |
| 2022     | 2              | 0              | 4              | 6              | 122            | 148            | -       | -       | -       | -       | -       | -         | -          |
| Totale   | 3              | 0              | 7              | 10             | 148            | 274            | -       | -       | -       | -       | -       |           |            |

Fonti: Enciclopedia del Football - A cura di Roberto Mezzetti

### Tornei locali

#### WLAF Moscow
| Stagione | regular season | regular season | regular season | regular season | regular season | regular season | playoff | playoff | playoff | playoff | playoff | playoff     | playoff    |
|          | Vin            | Par            | Per            | Tot            | PF             | PS             | Vin     | Per     | Tot     | PF      | PS      | risultato   | avversaria |
| -------- | -------------- | -------------- | -------------- | -------------- | -------------- | -------------- | ------- | ------- | ------- | ------- | ------- | ----------- | ---------- |
| 2018     | 5              | 0              | 1              | 6              | 208            | 82             | -       | -       | -       | -       | -       | Campionesse | -          |
| 2019     | 1              | 0              | 3              | 4              | 24             | 130            | -       | -       | -       | -       | -       | Terzo posto | -          |
| 2020     | 1              | 0              | 1              | 2              | 6              | 50             | -       | -       | -       | -       | -       | Terzo posto | -          |
| Totale   | 7              | 0              | 5              | 12             | 238            | 262            | -       | -       | -       | -       | -       |             |            |

Fonti: Enciclopedia del Football - A cura di Roberto Mezzetti

## Palmarès
- 1 WLAF Moscow (2018)